# Henri Polak

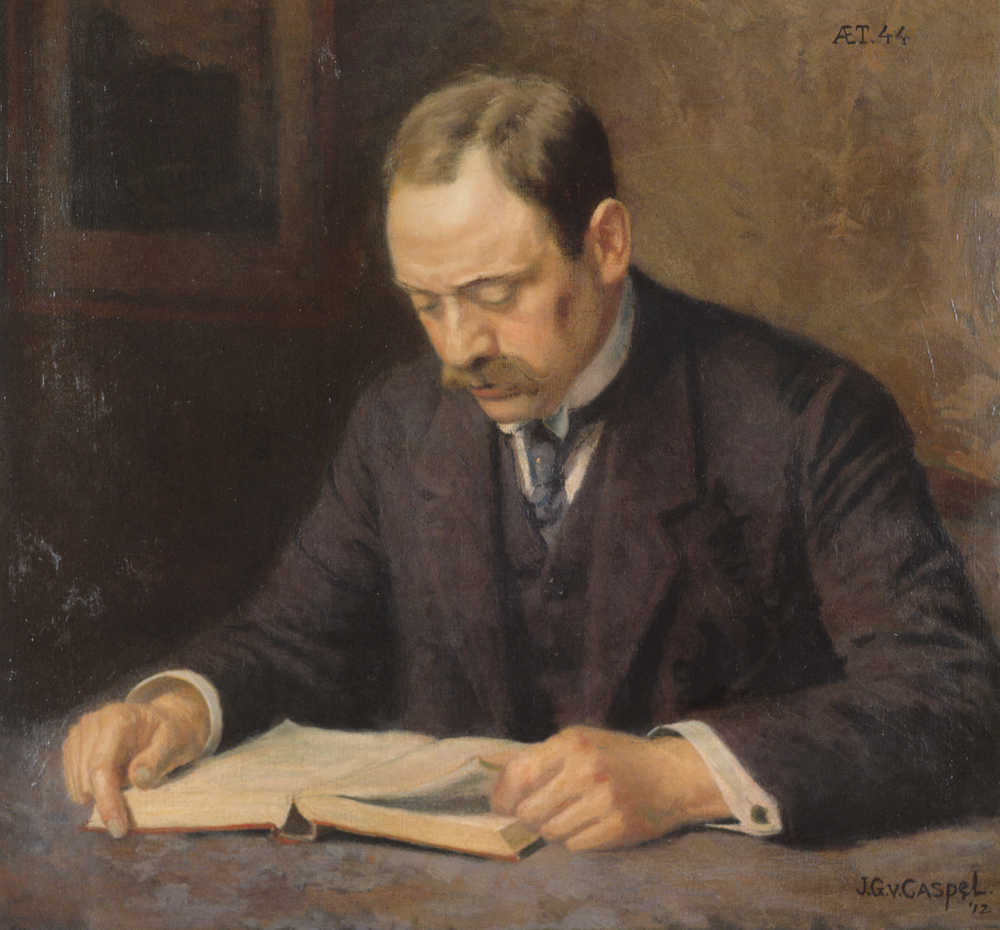
Henri Polak auf einem Gemälde von Johann Georg van Caspel aus dem Jahr 1912

Henri Polak (* 22. Februar 1868 in Amsterdam; † 18. Februar 1943 in Laren) war ein niederländischer Gewerkschafter und sozialdemokratischer Politiker. Er gilt als einer der Begründer der modernen niederländischen Gewerkschaftsbewegung.

## Biografie

### Frühe Jahre
Polak wurde 1868 in Amsterdam als Sohn des jüdischen Diamantschleifers Moses Polak und dessen Frau Marianna Smit geboren. Im Alter von 13 Jahren holte ihn der Vater von der Schule und zwang ihn, gegen seinen Willen ebenfalls eine Ausbildung zum Diamantschleifer zu beginnen. Moses Polak war der Meinung, dass die Familie wegen der vielen Kinder – Henri hatte insgesamt zehn Geschwister – einen zweiten Ernährer benötigen würde. Nach einem schweren Streit mit seinem Vater ging Polak im Alter von 18 Jahren nach London, wo er im von vielen jüdischen Emigranten bewohnten East End lebte. Dort knüpfte er Kontakt zu anderen Niederländern, die in der britischen Diamantenindustrie tätig waren und lernte auch seine spätere Ehefrau Emily Nijkerk kennen.

### Politische Karriere
Nach der Rückkehr in seine Heimat im Jahr 1890 trat Polak dem Sociaal-Democratische Bond (SDB) bei, bei dem es sich um die erste Partei mit sozialistischem Einschlag in den Niederlanden handelte. Seine Motivation für diesen, für einen jüdischen Arbeiter der damaligen Zeit ungewöhnlichen, Schritt blieb unklar, da er selbst in späteren Jahren teils widersprüchliche Gründe angab. Fest steht jedoch, dass er während seiner Zeit in London regelmäßig sozialistische Propagandareden im dortigen Hyde Park hörte. Als Mitglied des SDB beschäftigte er sich anfangs vor allem mit der Anwerbung neuer Mitglieder und Propaganda-Aktivitäten, worin er sich als sehr erfolgreich erwies. Des Weiteren wurde er 1893 Redakteur der sozialdemokratischen Wochenzeitung De Nieuwe Tijd. Im darauffolgenden Jahr gehörte er zu den twaalf apostelen (zu deutsch „zwölf Apostel“) genannten Gründungsmitgliedern der Sociaal-Democratische Arbeiderspartij (SDAP), dem Vorläufer der heutigen Partij van de Arbeid. Polak sollte den politischen Kurs dieser Partei als langjähriges Mitglied des Parteivorstands maßgeblich mitprägen. In den Jahren 1900 bis 1905 hatte er auch den Posten des Parteivorsitzenden inne. Als erster Sozialdemokrat war Polak von 1902 bis 1906 Mitglied des Gemeinderats von Amsterdam. 1913 folgte – ebenfalls als erster sozialdemokratischer Politiker – der Einzug in die Erste Kammer des niederländischen Parlaments, in dem er, mit einer kurzen Unterbrechung zwischen 1922 und 1923, bis 1937 Mitglied bleiben sollte. Von September bis November 1913 hatte Polak außerdem kurzzeitig einen Sitz in der als Unterhaus fungierenden Zweiten Kammer der Generalstaaten. Polak war Mitglied des Exekutivausschusses der niederländischen Abteilung der zionistischen Organisation Keren Hayesod.

### Tätigkeit als Gewerkschafter

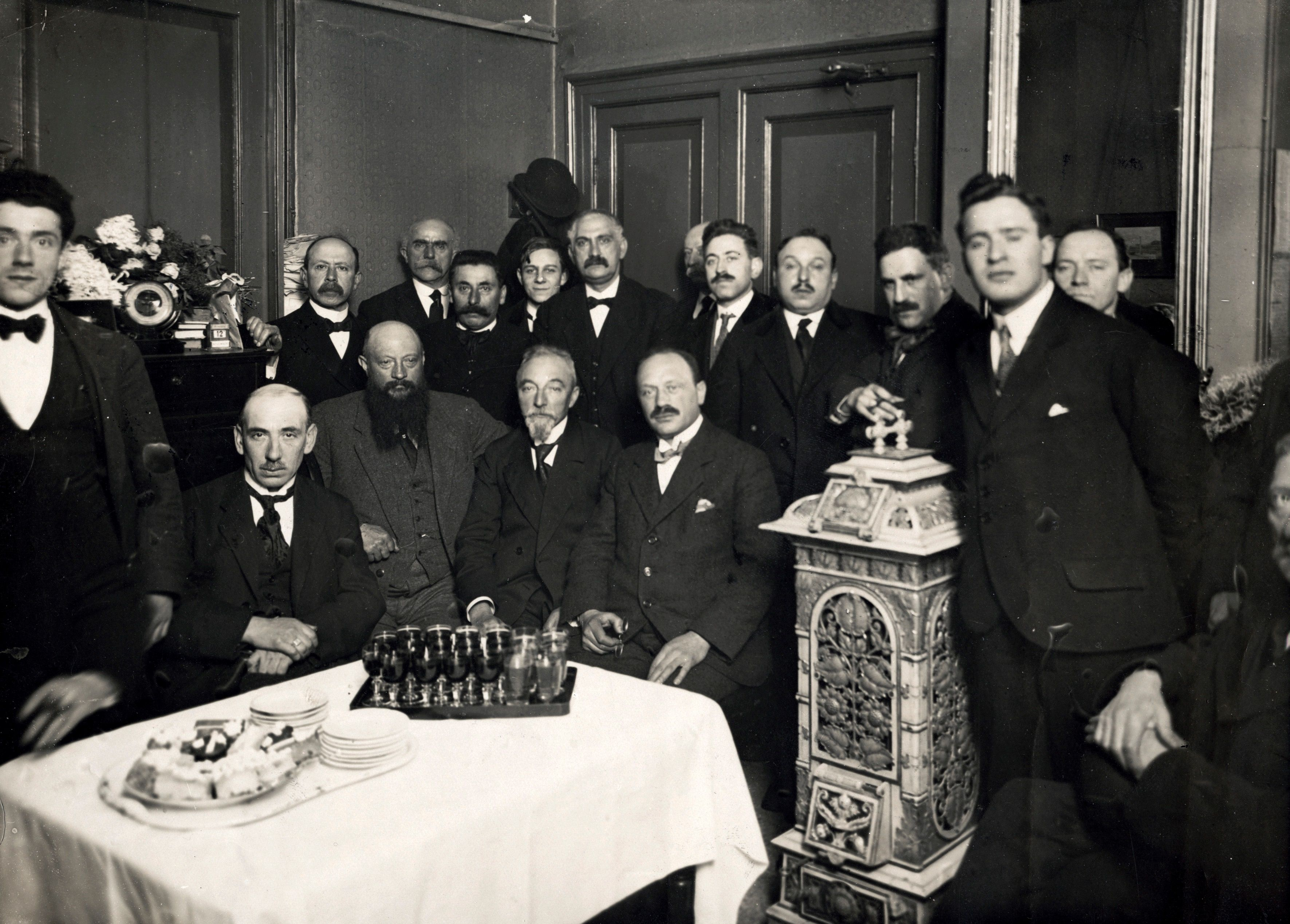
Polak (sitzend, rechts) auf einem Fest des ANDB im Jahr 1919

Große Bekanntheit erlangte Polak als Gewerkschafter. Im Jahr 1892 trat er zunächst der Nederlandsche Diamantbewerkers Vereeniging (NDV) bei, wo er bereits zwei Jahre später zum Gewerkschaftssekretär ernannt wurde. Im Zuge eines Streiks der Amsterdamer Diamantenarbeiter tat sich Polak als Mitglied des Streikkomitees hervor, in dem er als talentierter Redner und Organisator auffiel. Nach dem Ende des Streiks im November 1894 schloss sich die NDV mit anderen kleinen Gewerkschaften zum Algemeene Nederlandsche Diamantbewerkersbond (ANDB) zusammen, zu dessen Vorsitzenden Polak daraufhin gewählt wurde. Nach dem Vorbild der englischen Trade Unions verlangte der ANDB von seinen Mitgliedern einen finanziellen Beitrag, der sich an der Höhe des jeweiligen Gehalts bemaß, was bisher bei niederländischen Gewerkschaften nicht üblich gewesen war. Mit diesen Beiträgen wurden unter anderem eine Streikkasse und die Gehälter der Vorsitzenden finanziert. Des Weiteren gab die Gewerkschaft mit dem Weekblad auch eine Zeitschrift heraus, deren Chefredakteur und regelmäßiger Artikelschreiber Polak wurde. Die professionelle Organisation des ANDB fand bei den Amsterdamer Diamantarbeitern großen Anklang, auf ihrem Höhepunkt zählte die Gewerkschaft mehr als 10.000 Mitglieder. Einige der Erfolge des ANDB unter Polaks Leitung waren unter anderem die Einführung des Achtstundentages, eine Woche bezahlter Urlaub und höhere Löhne in der Diamantenbranche.
Nach dem Vorbild des ANDB wollte Polak bald auch andere Teile der niederländischen Arbeitnehmerschaft organisieren und gründete hierzu 1905 den Dachverband Nederlandsch Verbond van Vakvereenigingen (NVV), dessen erster Vorsitzender er wurde. Neben seinen Tätigkeiten für ANDB und NVV hatte er zeitgleich den Vorsitz im Internationalen Bund der Diamantschleifer inne. Des Weiteren engagierte er sich in dieser Zeit vermehrt für den Erhalt gefährdeter Kultur- und Naturgüter, wofür ihm die Universität Amsterdam im Jahr 1932 die Ehrendoktorwürde verlieh.

### Gefangenschaft und Lebensende
In den 1930er-Jahren positionierte sich Polak im Rahmen seiner politischen und journalistischen Tätigkeiten gegen den aufkommenden Nationalsozialismus und wies immer wieder auf die Bedrohung hin, die die wachsende Nationaal-Socialistische Beweging für die niederländische Demokratie in seinen Augen darstellte. Ohne Erfolg setzte er sich für ein Verbot dieser Partei ein. Im Anschluss an die Besetzung der Niederlande durch die deutsche Wehrmacht wurde Polak im Juli 1940 festgenommen und zunächst für etwa ein halbes Jahr in einem Amsterdamer Gefängnis festgehalten. Darauf folgte eine Internierung im Haus eines NSB-Arztes in Wassenaar, aus der er im Juli 1942 überraschend freigelassen wurde. Henri Polak verstarb im Februar 1943 kurz vor seiner bevorstehenden Deportation an einer Lungenentzündung. Seine Frau Emily Nijkerk überlebte den Krieg ebenfalls nicht und verstarb im Mai 1943 im Durchgangslager Westerbork.

## Werke
Polak verfasste neben Zeitungsartikeln auch einige längere Schriften, die sich zumeist mit der Amsterdamer Arbeiterschaft und der niederländischen Gewerkschaftsbewegung befassten:
- Henri Polak: De strijd der diamantbewerkers. Amsterdam 1896.
- Henri Polak: De vakvereeniging. Eenige beschouwingen over haar doel, inrichting en wijze van werken. Amsterdam 1905.
- F. Leviticus, Henri Polak: Geillustreerde encyclopaedie der diamantnijverheid. Haarlem 1908.
- Henri Polak: De vakvereeniging. Een beknopte beschouwing van haar wezen en geschiedenis. Amsterdam 1922.
- Henri Polak: Het wetenschappelijk antisemitisme. Amsterdam 1936.
- Henri Polak: Amsterdam die groote stad… Amsterdam 1936.